# Béchy
Béchy je francouzská obec v departementu Moselle v regionu Grand Est. Žije zde 614 obyvatel.

## Geografie

### Sousední obce
| Růžice kompasu |        | Rémilly |          | Růžice kompasu |
| Růžice kompasu | Luppy  | Sever   | Flocourt | Růžice kompasu |
| Růžice kompasu | Luppy  | Béchy   | Flocourt | Růžice kompasu |
| Růžice kompasu | Luppy  | Jih     | Flocourt | Růžice kompasu |
| Růžice kompasu | Tragny |         |          | Růžice kompasu |